# Roberto Sánchez Vilella
 (juin 2019).
Si vous disposez d'ouvrages ou d'articles de référence ou si vous connaissez des sites web de qualité traitant du thème abordé ici, merci de compléter l'article en donnant les références utiles à sa vérifiabilité et en les liant à la section « Notes et références ».
Sánchez  Vilella est un nom espagnol. Le premier nom de famille, en général paternel, est Sánchez ; le second, en général maternel, souvent omis, est Vilella.
Pour les articles homonymes, voir Sánchez.
Roberto Sánchez Vilella (19 février 1913 - 24 mars 1997) était un homme politique portoricain qui fut le deuxième gouverneur du Commonwealth de Porto Rico de 1965 à 1969. 
Il est, avec Luis Muñoz Marin, membre fondateur du Parti populaire démocrate.

## Biographie
Après une longue et brillante carrière de directeur municipal de la ville de San Juan, secrétaire aux travaux publics et de premier secrétaire d'État, Sánchez Vilella a été choisi par le gouverneur Luis Muñoz Marin pour se porter candidat au poste de président du Parti populaire démocrate (PPD) en 1964. 
Il remporte l'élection par une marge confortable, devenant le deuxième gouverneur démocratiquement élu de l'île. Au cours de son mandat, Sánchez Vilella a tenté de changer la composition de son parti, appelant une jeune génération à se faire une place dans l'organisation du parti des amis. On pourrait soutenir que Sánchez Vilella a été influencée par le mouvement de jeunesse que l’île connaissait dans tout le pays au cours des années 1960, période au cours de laquelle de nombreux espaces sociaux de Porto Rico, y compris la télévision, la musique et les sports, ont été présentés à de nouvelles personnalités plus jeunes. Sánchez Vilella a eu des problèmes conjugaux publics pendant son mandat; il a divorcé de son épouse, Conchita Dapena, en 1967 et a épousé une de ses proches assistantes, Jeannette Ramos Buonono, fille d'un ancien président de la Chambre, Ernesto Ramos Antonini. 
C'était la première fois qu'un gouverneur se mariait dans l'exercice de ses fonctions. Ses problèmes conjugaux ont été mis au premier plan lors de la campagne de gouverneur au pouvoir en 1968, compte tenu des valeurs morales encore conservatrices de l'époque, telles que la stigmatisation du divorce.

## Gouverneur
Après une longue et brillante carrière à la tête de la ville de San Juan, secrétaire aux travaux publics et secrétaire d'État, Sánchez Vilella a été élu par le gouverneur de l'époque, Luis Muñoz Marín, candidat du PPD à lui succéder en 1964. par une marge confortable devenir le deuxième gouverneur démocratiquement élu à Porto Rico.
Durant son mandat de gouverneur, Sánchez était connu pour avoir nommé des jeunes à différents postes politiques. On pourrait soutenir que Sánchez Vilella a été influencé par le mouvement de jeunesse qui a existé à Porto Rico dans les années 1960, lorsque de nouveaux visages ont dominé les sports, la télévision et la musique.
Sánchez Vilella était marié pour la première fois depuis 40 ans avec "Conchita" Dapena. En 1966, il divorça et épousa un conseiller de son administration, Jeannete Ramos, fille de l'ancien président de la Chambre des représentants, Ernesto Ramos Antonini. C'était la première fois qu'un gouverneur en exercice divorcait de se marier pour la deuxième fois. Ce second mariage s'est également terminé par un divorce. Ses problèmes conjugaux, qui n'avaient jusqu'à présent pas joué un rôle public, ont été portés à l'attention du public lors de la campagne électorale de 1968.
En raison de ses idées controversées et de ses divergences avec l'ancien gouverneur Muñoz Marín, Sánchez n'a pas été nommé candidat à la fonction de gouverneur par le Parti populaire pour un nouveau mandat lors des élections de 1968. Luis Negrón López a été nommé à la place. Sanchez a quitté son parti et rejoint un nouveau parti, le Partido del Pueblo, pour lequel il a brigué le poste de gouverneur. Cela a provoqué la division des électeurs du Parti populaire et la contribution indirecte à celle de Luis A. Ferré et du Nouveau Parti progressiste aux élections de 1968.
Sánchez Vilella était accusé d'être à l'origine de la première élection du PPD. Sa relation avec Muñoz Marín a été affectée, mais à la fin des années soixante-dix, les deux amis ont réglé leurs différends.
En 1972, Sanchez fit sa troisième et dernière tentative d'occuper un poste électif et obtint plus de 100 000 voix en tant que représentant par accumulation. Il échoua lorsque la Cour suprême de Porto Rico confirma l'élection de Luis Ángel Torres, candidat du Le Parti de l'indépendance de Porto Rico (PIP), qui a obtenu environ 150 voix, sur la base de son interprétation des règles de la Constitution de Porto Rico en ce qui concerne l'élection de candidats aux élections législatives par accumulation.